# Apronal
L'apronal (nom commercial Sedormid), ou apronalide, également connu sous le nom d'allylisopropylacétylurée ou d'allylisopropylacétylcarbamide, est un médicament hypnotique / sédatif du groupe des uréides (acylurées) synthétisé en 1926 par Hoffmann-La Roche. Bien qu'il ne s'agisse pas d'un barbiturique, l'apronalide présente une structure similaire à celle des barbituriques (il s'agit d'un carbamide à chaîne ouverte au lieu d'avoir un cycle hétérocyclique). En conséquence, son action est similaire à celle des barbituriques, bien que considérablement plus douce en comparaison (anciennement utilisé comme sédatif diurne à des doses de 1 à 2 grammes toutes les 3 à 4 heures). Après avoir découvert que l'apronalide provoquait un purpura thrombocytopénique chez certains patients, il a été mis un terme à l'utilisation clinique de ce médicament.
Les médicaments contenant de l'allylisopropylacétylurée ne sont plus utilisés, sauf au Japon. A ce propos, l'Australian Therapeutic Goods Administration a émis une alerte de sécurité en mai 2023 interdisant la vente, la fourniture et l'utilisation de produits de marque japonaise EVE en Australie en raison de leurs effets secondaires dangereux.